# Nathan Juran
Naftuli "Nathan" Hertz Juran (Gura Humorului, 1 september 1907 – Palos Verdes, 23 oktober 2002) is een Amerikaans filmregisseur en artdirector. Hij is vooral bekend door het winnen van de Academy Award voor beste artdirection voor de film How Green Was My Valley en door het regisseren van sciencefiction- en fantasyfilms als Attack of the 50 Foot Woman.

## Biografie
Juran werd geboren in een Joodse familie in Gura Humorului, een stad in het noorden van Roemenië. In 1912 immigreerde hij naar Amerika met zijn familie, waar hij ging wonen in Minneapolis. Hij kreeg een academische graad (Bachelor) voor architectuur van de Universiteit van Minnesota. Na enkele jaren verhuisde Juran naar Los Angeles, waar hij aan werk kwam bij RKO Pictures als tekenaar. Later ging hij aan de slag bij 20th Century Fox, waar hij artdirector werd en werkte aan How Green Was My Valley. Enkele jaren later moest hij in dienst bij het Royal Air Force Intelligence Center voor een korte periode.
Als director waren zijn beste werken sciencefiction en fantasyfilms, die hij vaak maakte met producent Charles H. Schneer. Voorbeelden zijn Attack of the 50 Foot Woman, 20 Million Miles to Earth en Jack the Giant Killer.
Hij overleed op 95-jarige leeftijd in Palos Verdes, Californië.

## Filmografie (selectie)
- The Boy Who Cried Werewolf (1973)
- First Men in the Moon (1964)
- Jack the Giant Killer (1962)
- Attack of the 50 Foot Woman (1958)
- The Brain from Planet Arous (1958)
- The 7th Voyage of Sinbad (1958)
- 20 Million Miles to Earth (1957)
- The Deadly Mantis (1957)
- The Black Castle (1952)